# یواس‌اس بورگارد (۱۸۶۱)
یواس‌اس بیروگرد (۱۸۶۱) (به انگلیسی: USS Beauregard (1861)) یک کشتی است.